# Rasjejaure
Rasjejaure eller Rássjajávrrie är en sjö i Sorsele kommun i Lappland och ingår i Umeälvens huvudavrinningsområde. Sjön har en area på 1,14 kvadratkilometer och ligger 923,1 meter över havet. Rasjejaure ligger i Vindelfjällen Natura 2000-område. Sjön avvattnas av vattendraget Rassejukke.

## Delavrinningsområde
Rasjejaure ingår i det delavrinningsområde (731639-148142) som SMHI kallar för Utloppet av Rasjejaure. Medelhöjden är 971 meter över havet och ytan är 4,19 kvadratkilometer. Det finns inga avrinningsområden uppströms utan avrinningsområdet är högsta punkten. Rassejukke som avvattnar avrinningsområdet har biflödesordning 3, vilket innebär att vattnet flödar genom totalt 3 vattendrag innan det når havet efter 409 kilometer. Avrinningsområdet består mestadels av kalfjäll (73 procent). Avrinningsområdet har 1,15 kvadratkilometer vattenytor vilket ger det en sjöprocent på 27,4 procent.

## Galleri

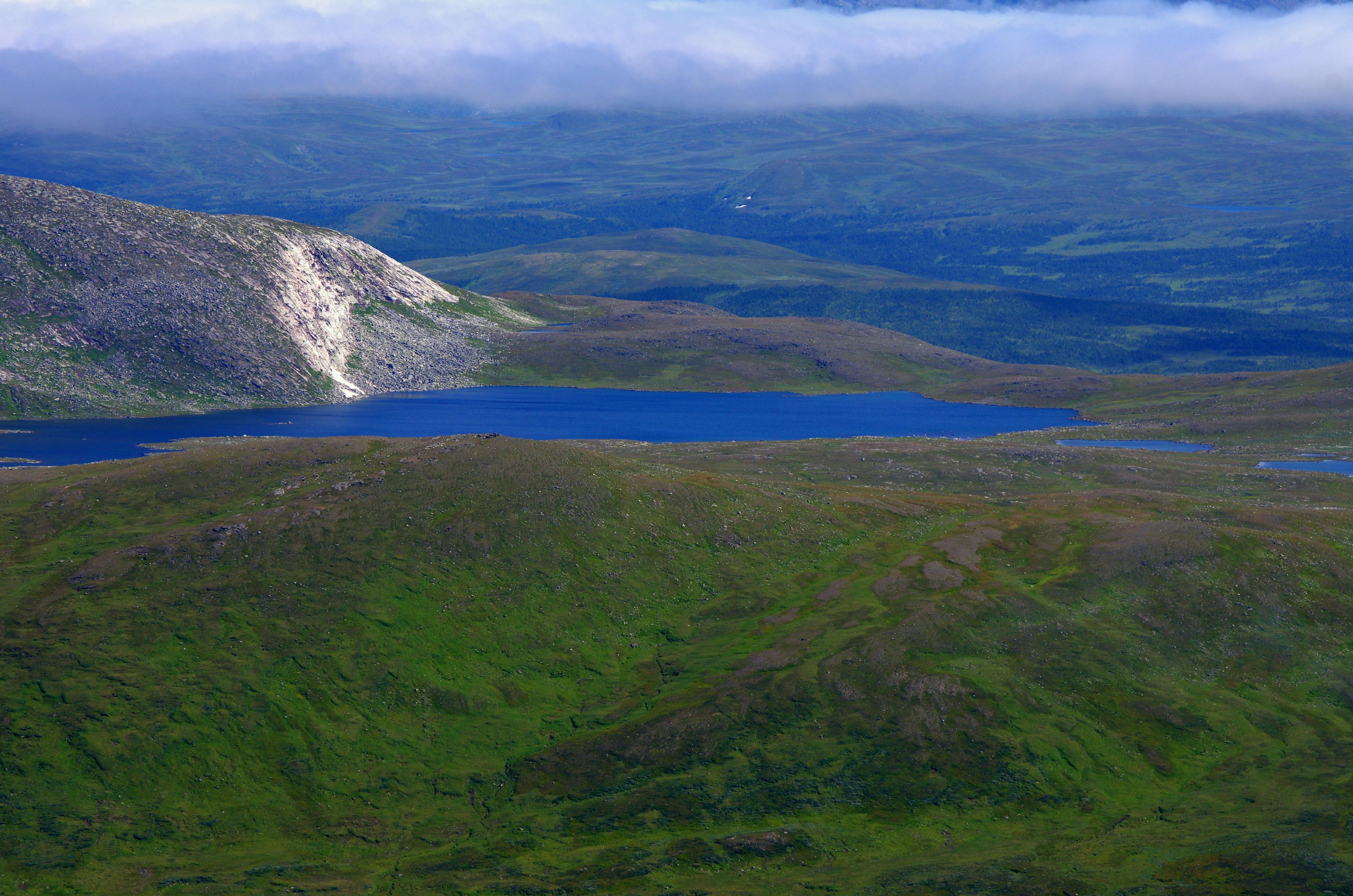
Rasjejaure i juli 2014 från Norra Sytertoppen.